# タクティクス (化粧品)
タクティクスとは、資生堂が販売する男性化粧品ブランドである。その香りの良さから、数々のドラマやマンガにまで取り上げられ、一世を風靡した。

## 概説
タクティクスは、コロンやヘアケア用品を持つ一連の化粧品群である。Tactics=戦術の意味。ボトルは独特の白く角ばったキューブのような形状の容器である。香りは一度嗅ぐと記憶に残るタイプであり、1970年代から1980年代を過ごした若者は、今でもその香りを嗅ぐと、「これはタクティクスだ」と記憶を呼び覚まして認知できるものである。

## タクティクスが出てくる作品
- 女子中高生に圧倒的な人気を博した「ホットロード」（紡木たく作）という漫画に「タクティス」という名で使用された。
- 氣志団のシングル曲「One Night Carnival」の歌詞に登場する。

## タイアップ・コラボレーションなど
- 『バックギャモン・ブック』(Tactics of Backgammon 日本バックギャモン協会著) - カバー表紙に「”戦術””かけひき”の意味を持つ『タクティクス』は、世界で最もスリリングなゲーム、バックギャモンにふさわしい。」という言葉とともに本ブランドのコロンが紹介されている。
- 1988年には、マツダとのコラボレーションでファミリアセダンの「タクティクスバージョン」が全国100台限定発売された。

## 販売
- 2009年現在、販売されている地域は、東京・ニューヨーク・パリ・ミラノである。
- 世界展開されているが、発売は資生堂インターナショナルではなく資生堂からである。

## 主な化粧品
- 基礎化粧品（スキンケア）
  - 化粧水
  - 乳液
- コロン

## メーカー
- SHISEIDO